# Brayopsis
Brayopsis es un género de plantas de la familia Brassicaceae. Comprende 18 especies descritas y de estas, solo 8 aceptadas.

## Descripción
Son hierbas, perennes, leñosas, con caudex cubierto con restos peciolares u hojas de ejercicios anteriores con tricomas simples o raramente bifurcados, a veces ausente. glándulas multicelulares ausente. Tallos ausente. Hojas basales pecioladas, rosulate, simples, enteras o casi nunca oscuramente 3-dentado; hojas caulinares ausentes. Inflorescencias flores solitarias en pedúnculos largos procedentes de axilas de las hojas de roseta; raquis ausentes; fructificación pedicelos erectos, ascendentes o divaricados, persistentes. Las frutas dehiscentes, silicuas capsulares, lineales o lanceoladas a oblongo-elipsoide, cilíndricas.

## Taxonomía
El género fue descrito por Gilg & Muschl. y publicado en  Botanische Jahrbücher für Systematik, Pflanzengeschichte und Pflanzengeographie 42: 482. 1909.

## Especies aceptadas
A continuación se brinda un listado de las especies del género Brayopsis aceptadas hasta febrero de 2013, ordenadas alfabéticamente. Para cada una se indica el nombre binomial seguido del autor, abreviado según las convenciones y usos:
- Brayopsis alpaminae Gilg & Muschl.
- Brayopsis calycina (Desv.) Gilg & Muschl.
- Brayopsis chacasensis Al-Shehbaz & A. Cano E., 2013[3]
- Brayopsis colombiana Al-Shehbaz
- Brayopsis diapensioides (Wedd.) Gilg & Muschl.
- Brayopsis gamosepala Al-Shehbaz
- Brayopsis monimocalyx (Gilg & Muschl. ex Hosseus) O.E.Schulz

## Biografía
1. Luteyn, J. L. 1999. Páramos, a checklist of plant diversity, geographical distribution, and botanical literature. Mem. New York Bot. Gard. 84: viii–xv, 1–278.
2. Zuloaga, F.O. 1997. Catálogo de las plantas vasculares de la Argentina. Monogr. Syst. Bot. Missouri Bot. Gard. 74(1–2): 1–1331.

- Datos: Q9666239
- Especies: Brayopsis